# Trazyllos
Trazyllos - filozof medioplatoński z I w n.e. Urodził się prawdopodobnie na Rodos, zmarł w 36 r. n.e. Był astrologiem na dworze cesarza Tyberiusza. Łączył platonizm i pitagoreizm. Podzielił dialogi Platona na tetralogie. 